# Měšice (Tábor)
Měšice korábban önálló település Csehországban, ma Tábor városához tartozik.  Lakosainak száma 1759 fő (2021. március 26.).

## Népesség
A település lakosságának változását az alábbi diagram mutatja:
| Lakosok száma | 593  | 670  | 839  | 1282 | 1331 | 1365 | 1475 | 1382 | 1643 | 1759 |
|               | 1869 | 1890 | 1900 | 1921 | 1930 | 1961 | 1970 | 1991 | 2001 | 2021 |